# Thecophora occidensis
Thecophora occidensis är en tvåvingeart som först beskrevs av Walker 1849.  Thecophora occidensis ingår i släktet Thecophora och familjen stekelflugor. Inga underarter finns listade i Catalogue of Life.